# Falsopetalium apicale
Falsopetalium apicale is een keversoort uit de familie klopkevers (Anobiidae). De wetenschappelijke naam van de soort is voor het eerst geldig gepubliceerd in 1948 door Pic.